# Sexe
Cet article concerne les traits biologiques. Pour les autres significations, voir Sexe (homonymie).
Pour les processus et rapports sociaux qui divisent, polarisent et organisent l'humanité en différentes catégories, voir Genre (sciences sociales).
Pour l'ensemble des phénomènes de la reproduction et des comportements sexuels, voir Sexualité.
Pour les relations humaines de nature sexuelles, voir Rapport sexuel.

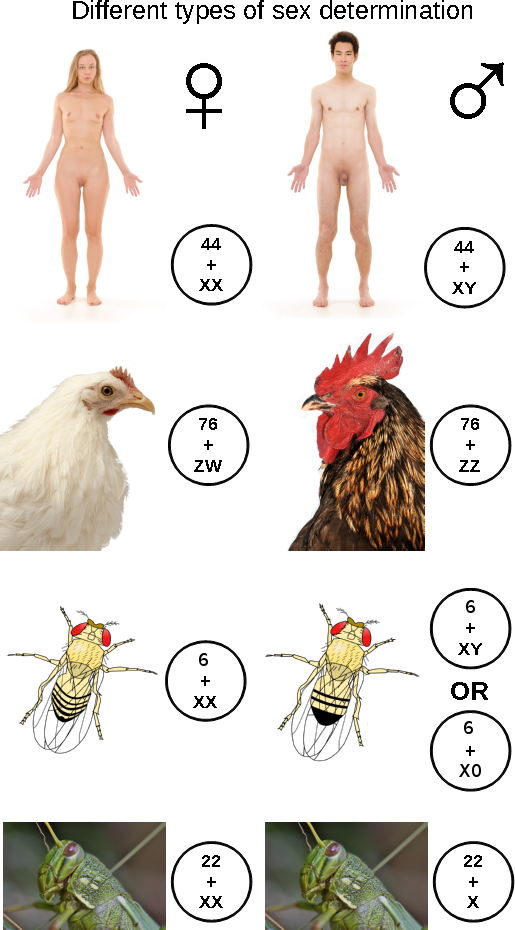
Différents systèmes génétiques de détermination du sexe.

En biologie, le sexe est l'ensemble des traits biologiques observables qui permettent de différencier des organismes vivants dans le contexte de la reproduction. Il repose sur une combinaison complexe de traits génétiques et anatomiques, voire comportementaux et psychologiques en médecine et en sexologie.
Du point de vue de la génétique, la détermination du sexe s'explique notamment par la présence de chromosomes sexuels spécifiques au sein des cellules. Chez les mammifères, y compris les humains, deux types sont observés, l'un X et l'autre Y. Les femelles ont deux chromosomes X (XX), tandis que les mâles ont un chromosome X et un chromosome Y (XY). Le patrimoine génétique joue un rôle clé dans cette détermination et les gènes présents sur les chromosomes sexuels régulent le développement des caractères sexuels primaires et secondaires, tels que les organes reproducteurs et des caractéristiques morphologiques spécifiques aux différents sexes, notamment le dimorphisme sexuel.
Cependant, le patrimoine génétique, à lui seul, ne détermine pas nécessairement les différences anatomiques et comportementales qui sont observées. D'autres facteurs, tels que les influences hormonales, les interactions environnementales (exemple : température) et sociales, peuvent également contribuer à la différenciation sexuelle, par exemple, dans la sélection sexuelle, la sélection intersexuelle, la parade nuptiale ou la parentalité.
Bien que les mammifères et oiseaux soient majoritairement gonochores — le mâle produit des gamètes mâles (spermatozoïdes) et la femelle produit des gamètes femelles (ovules), certains organismes sont hermaphrodites, dioïques, mosaïques ou ont une ploïdie non binaire et des types sexuels complexes, à l'instar du Bruant à gorge blanche qui possède quatre sexes génétiques et deux sexes anatomiques et du genre Tetrahymena qui possède sept types sexuels et qui est isogame.
Certains organismes, à l'instar du poisson clown, peuvent changer de sexe au cours de leur vie ou de leur développement, ce phénomène connu est sous le nom d'hermaphrodisme successif, tandis que d'autres peuvent présenter plusieurs sexes anatomiques, appelés hermaphrodisme simultané et que d'autres conservent ces traits de la naissance à la mort.
La variété et la complexité des traits sexuels est non seulement liée à la reproduction, mais aussi à la diversité des espèces et l'évolution de la reproduction sexuelle.

## Reproduction sexuée

### Définition

Le cycle de vie d’une espèce à reproduction sexuée passe par les stades haploïde et diploïde.

Il y a reproduction sexuée quand la reproduction requiert soit : 
- La rencontre d'individus de types sexuels différents,
- La rencontre de cellules de types différents.

La reproduction sexuée peut se faire sans accouplement ou copulation, comme c'est le cas pour quelques plantes, certains champignons, ou encore la majorité des poissons.
La reproduction sexuée, dans laquelle deux individus produisent une progéniture possédant une sélection des traits génétiques de chaque parent, est exclusive aux eucaryotes. Elle permet d'induire de la variabilité génétique d'une génération à l'autre, ce qui permet une évolution de l'information génétique, indispensable à long terme pour permettre aux espèces de s'adapter par la sélection du milieu selon la vision évolutionniste de Darwin[réf. souhaitée].
Les traits génétiques sont encodés dans l'acide désoxyribonucléique (ADN) des chromosomes. La cellule eucaryote possède un ensemble de chromosomes homologues par paire, un de chaque parent, et cette étape à double chromosome est appelée "diploïde". Pendant la reproduction sexuée, un organisme diploïde produit des cellules sexuelles spécialisées haploïdes appelées gamètes via la méiose, chacune ayant un seul ensemble de chromosomes. La méiose implique une étape de recombinaison génétique via un croisement chromosomique, au cours de laquelle des régions d'ADN sont échangées entre des paires de chromosomes appariés, pour former de nouveaux chromosomes, chacun avec une nouvelle combinaison des gènes des parents. Ensuite, les chromosomes sont séparés en ensembles simples dans les gamètes. Dans la progéniture, chaque gamète a ainsi la moitié du matériel génétique de la mère et la moitié du père. La combinaison du croisement chromosomique et de la fécondation, qui réunit les deux ensembles simples de chromosomes pour former un nouveau zygote diploïde, donne naissance à un nouvel organisme qui contient un ensemble différent des traits génétiques de chaque parent[réf. souhaitée].
Chez les animaux, la phase haploïde n'intervient que dans les gamètes, les cellules haploïdes spécialisées qui se fusionnent pour former un zygote se développant en un nouvel organisme diploïde[réf. souhaitée].
Chez les plantes, l'organisme diploïde produit un type de spore haploïde par méiose capable de subir une division cellulaire répétée pour produire un organisme haploïde pluricellulaire. Dans les deux cas, les gamètes peuvent se ressembler extérieurement (isogamie) ou différer en taille et dans d’autres aspects (anisogamie). L’anisogamie atteint son apogée dans l'oogamie, une forme où une petite motile mobile fusionne avec une cellule beaucoup plus grande et immobile.
Chez les organismes anisogamiques, par convention, le gamète plus grand, appelé ovule, est considérée comme femelle, tandis que le gamète plus petit, appelé spermatozoïde ou cellule de sperme, est considérée comme mâle. Un individu produisant des gamètes volumineux est femelle, et celui produisant des gamètes de petite taille est mâle. Un individu produisant les deux types de gamètes est un hermaphrodite. Dans certaines espèces, un hermaphrodite peut s'autoféconder et produire une progéniture seule.

## Systèmes sexuels
Un système sexuel est une répartition des fonctions mâles et femelles entre les organismes d'une espèce.

### Animaux
Environ 95 % des espèces animales ont des individus mâles et femelles distincts et sont dites gonochores. Environ 5 % des espèces animales sont hermaphrodites. Ce faible pourcentage est en partie imputable au très grand nombre d'espèces d'insectes, chez lesquelles l'hermaphrodisme est absent. Environ 99 % des vertébrés sont gonochoriques, et les 1 % restants qui sont hermaphrodites sont presque tous des poissons.

### Plantes
La majorité des fleurs sont parfaites, soit hermaphrodites (avec des étamines et un pistil dans la même fleur), soit monoïque,. Dans les espèces dioïques, les sexes mâles et femelles sont présents sur des plantes séparées. Environ 5 % des plantes à fleurs sont dioïques, ce qui représente jusqu'à 5 000 origines indépendantes. La diécie est courante chez les gymnospermes parmi lesquelles environ 65 % des espèces sont dioïques, mais la plupart des conifères sont monoïques.

## Évolution du sexe

Différentes formes d'anisogamie: A) anisogamie de cellules motiles, B) oogamie (ovule et spermatozoïde), C) anisogamie de cellules non motiles (ovule et spermatozoïde).
Différentes formes d'isogamie: A) isogamie des cellules motiles, B) isogamie des cellules non motiles, C) conjugaison.

Il est généralement admis que l'isogamie est l'ancêtre de l'anisogamie et que l'anisogamie a évolué plusieurs fois indépendamment dans différents groupes d'eucaryotes, y compris les protistes, les algues, les plantes et les animaux. L'évolution de l'anisogamie est synonyme de l'apparition du mâle et de la femelle. Elle est également la première étape vers le dimorphisme sexuel et a influencé l'évolution de diverses différences entre les sexes.
Cependant, l'évolution de l'anisogamie n'a pas laissé de traces fossiles et, jusqu'en 2006, il n'existait aucune preuve génétique du lien évolutif entre les sexes et les types d'accouplement. On ne sait pas si l'anisogamie a d'abord conduit à l'évolution de l'hermaphrodisme ou à l'évolution du gonochorisme. 
Mais, un fossile de Bangiomorpha pubescens, vieux de 1,2 milliard d'années, a fourni le plus ancien témoignage fossile de la différenciation des types de reproduction mâle et femelle et a montré que les sexes ont évolué très tôt chez les eucaryotes.
La forme originelle de la reproduction sexuée est la fécondation externe. La fécondation interne a évolué plus tard et est devenue dominante chez les vertébrés après leur apparition sur la terre ferme.

## Détermination du sexe

### Définition et concept
La cause biologique du développement d'un organisme dans l'un ou l'autre sexe est appelée détermination du sexe. La cause peut être génétique, environnementale, haplodiploïde, ou multiple. Chez les animaux et les autres organismes qui ont des systèmes génétiques de détermination du sexe, le facteur déterminant peut être la présence d'un chromosome sexuel. Chez les plantes sexuellement dimorphes, comme le Ginkgo biloba, l'hépatique Marchantia polymorpha ou les espèces dioïques du genre de plantes à fleurs Silène, le sexe peut également être déterminé par les chromosomes sexuels. Les systèmes non génétiques peuvent utiliser des indices environnementaux, comme la température au début du développement chez les crocodiles, pour déterminer le sexe de la progéniture.
La détermination du sexe est souvent distincte de la différenciation sexuelle. La détermination du sexe est la désignation du stade de développement vers le mâle ou la femelle, tandis que la différenciation du sexe est la voie vers le développement du phénotype.

### Génétique

#### Système XY de détermination sexuelle
L'homme et la plupart des autres mammifères ont un système XY de détermination sexuelle : le chromosome Y porte les facteurs responsables du déclenchement du développement masculin, ce qui fait que la détermination du sexe XY repose principalement sur la présence ou l'absence du chromosome Y. C'est le gamète mâle qui détermine le sexe de la progéniture. Dans ce système, les mammifères XX sont typiquement des femelles et XY des mâles. Cependant, les individus XXY ou XYY sont des mâles, tandis que les individus X et XXX sont des femelles. Fait inhabituel, l'ornithorynque, un mammifère monotrème, possède dix chromosomes sexuels : les femelles ont dix chromosomes X, et les mâles cinq chromosomes X et cinq chromosomes Y. Les ovules de l'ornithorynque ont tous cinq chromosomes X, tandis que les spermatozoïdes peuvent avoir soit cinq chromosomes X, soit cinq chromosomes Y.
La détermination du sexe XY se retrouve chez d'autres organismes, notamment chez des insectes comme la drosophile commune et chez certaines plantes. Dans certains cas, c'est le nombre de chromosomes X qui détermine le sexe plutôt que la présence d'un chromosome Y. Chez la drosophile, les individus XY sont des mâles et les individus XX sont des femelles ; cependant, les individus XXY ou XXX peuvent également être des femelles, et les individus X peuvent être des mâles.

#### Système ZW/Z0 de détermination sexuelle
Chez les oiseaux, qui ont un système ZW de détermination du sexe, le chromosome W porte les facteurs responsables du développement féminin, et le développement par défaut est masculin. Dans ce cas, les individus ZZ sont mâles et ZW sont femelles. C'est le gamète femelle qui détermine le sexe de la progéniture. Ce système est utilisé par les oiseaux, certains poissons et certains crustacés.
La plupart des papillons et des papillons de nuit ont également un système de détermination du sexe ZW. Les femelles peuvent avoir Z, ZZW et même ZZWW.

#### Système XX/X0 de détermination sexuelle
Dans le système XX/X0 de détermination sexuelle, les mâles ont un chromosome X (X0) tandis que les femelles en ont deux (XX). Tous les autres chromosomes de ces organismes diploïdes sont appariés, mais les organismes peuvent hériter d'un ou de deux chromosomes X. Ce système se retrouve chez la plupart des arachnides, des insectes tels que les lépismes (Apterygota), les libellules (Paleoptera) et les sauterelles (Exopterygota), ainsi que chez certains nématodes, crustacés et gastéropodes,.
Chez les grillons des champs, par exemple, les insectes dotés d'un seul chromosome X se développent en tant que mâles, tandis que ceux qui en ont deux se développent en tant que femelles.
Chez le nématode Caenorhabditis elegans, la plupart des vers sont des hermaphrodites autofécondés avec un caryotype XX, mais des anomalies occasionnelles dans l'héritage chromosomique peuvent donner naissance à des individus avec un seul chromosome X. Ces individus XO sont des mâles fertiles (et la moitié de leur progéniture est mâle).

#### Système ZZ/Z0 de détermination sexuelle
Dans le système Z0 de détermination sexuelle, les mâles ont deux chromosomes Z alors que les femelles n'en ont qu'un. Ce système est présent chez plusieurs espèces de papillons et papillons de nuit, chez le poisson Eigenmannia trilineata ou encore les céphalopodes, Nautilus exclu, ce qui daterait l'apparition de ce système entre 450 et 250 Ma.

### Environnement
Pour de nombreuses espèces, le sexe est déterminé par des facteurs environnementaux. Certaines conditions environnementales affectent différemment chaque sexe, de sorte qu'il est bénéfique de devenir un sexe plutôt que l'autre.

#### Hermaphrodisme successif
Certaines espèces peuvent changer de sexe au cours de leur vie, un phénomène appelé hermaphrodisme successif. Les poissons téléostéens sont la seule lignée de vertébrés où se produit un hermaphrodisme successif. Chez le poisson-clown, les poissons les plus petits sont des mâles et le poisson dominant et le plus gros d'un groupe devient une femelle. Chez de nombreux labres, l'inverse est vrai : les poissons sont initialement femelles et deviennent mâles lorsqu'ils atteignent une certaine taille. L'hermaphrodisme séquentiel se produit également chez des plantes telles que Arisaema triphyllum.
Chez la fougère Ceratopteris et d'autres espèces de fougères homosporées, le sexe par défaut est hermaphrodite, mais les individus qui poussent dans un sol qui a précédemment abrité des hermaphrodites sont influencés par la phéromone anthéridiogène pour se développer en tant que mâle. Les larves des bonelliidae ne peuvent se développer en tant que mâles que lorsqu'elles rencontrent une femelle.

#### Détermination du sexe en fonction de la température
De nombreux reptiles, y compris tous les crocodiles et la plupart des tortues, ont une détermination sexuelle dépendante de la température. Chez ces espèces, la température vécue par les embryons au cours de leur développement détermine leur sexe. Chez certaines tortues, par exemple, les mâles naissent à des températures plus basses que les femelles ; mais les femelles Macrochelys sont produites à des températures inférieures à 22 °C ou supérieures à 28 °C, tandis que les mâles sont produits entre ces températures.

#### Haplodiploïdie
Certains insectes, comme les abeilles et les fourmis, utilisent un système de détermination du sexe haplodiploïde. Les abeilles et les fourmis diploïdes sont généralement des femelles et les individus haploïdes (qui se développent à partir d'œufs non fécondés) sont des mâles. Ce système de détermination du sexe entraîne des sex-ratios très biaisés, car le sexe de la progéniture est déterminé par la fécondation (arrhénotoquie ou pseudo-arrhénotoquie aboutissant à des mâles) plutôt que par l'assortiment de chromosomes au cours de la méiose.

## Sex-ratio
Un sex-ratio est le rapport entre les mâles et les femelles dans une population. Comme l'explique le principe de Fisher, pour des raisons évolutives, ce ratio est généralement d'environ 1:1 chez les espèces qui se reproduisent sexuellement,. Cependant, de nombreuses espèces s'écartent d'un sex-ratio égal, soit périodiquement, soit définitivement. Les exemples incluent les espèces parthénogénétiques, des organismes qui s'accouplent périodiquement tels que les pucerons, certaines guêpes eusociales, les abeilles, les fourmis et les termites.
Le sex-ratio humain intéresse particulièrement les anthropologues et les démographes. Dans les sociétés humaines, les rapports de masculinité à la naissance peuvent être considérablement faussés par des facteurs tels que l’âge de la mère à la naissance et par l’avortement sélectif selon le sexe et l’infanticide. L'exposition aux pesticides et à d'autres contaminants environnementaux peut également être un facteur contributif important. En 2023, le ratio mondial de masculinité à la naissance est estimé à 107 garçons pour 100 filles (1 000 garçons pour 934 filles).

## Différenciation sexuelle
L'anisogamie est la cause de la différence fondamentale entre le mâle et la femelle,,. 
Les différences sexuelles chez les humains incluent une taille généralement plus grande et plus de poils chez les hommes, tandis que les femmes ont des seins plus gros, des hanches plus larges et un pourcentage de graisse corporelle plus élevé. Chez d'autres espèces, il peut y avoir des différences de coloration ou d'autres caractéristiques, et peuvent être si prononcées que les différents sexes peuvent être confondus avec deux taxons entièrement différents.

### Dimorphisme sexuel

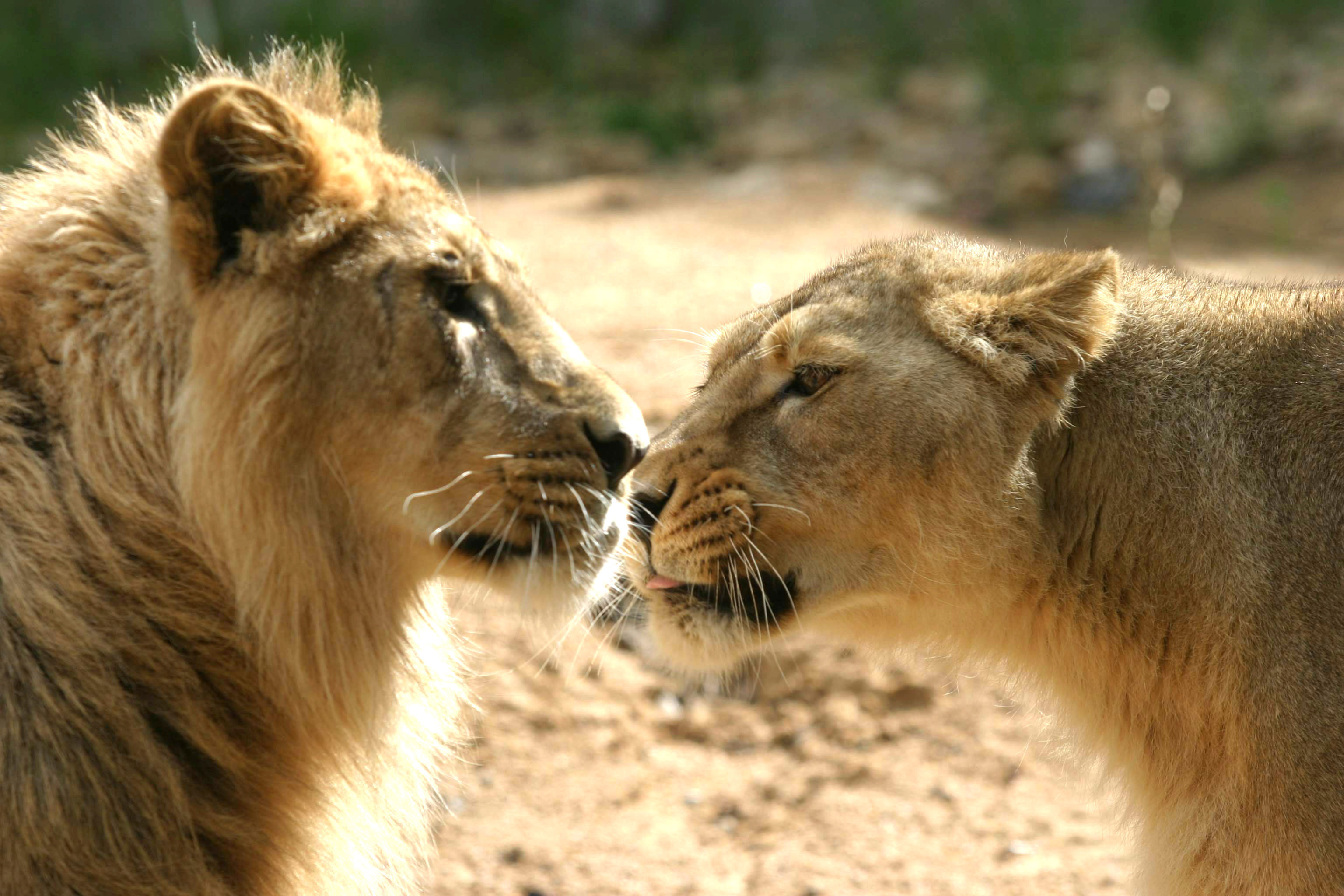
Lion d'Asie - mâle et femelle
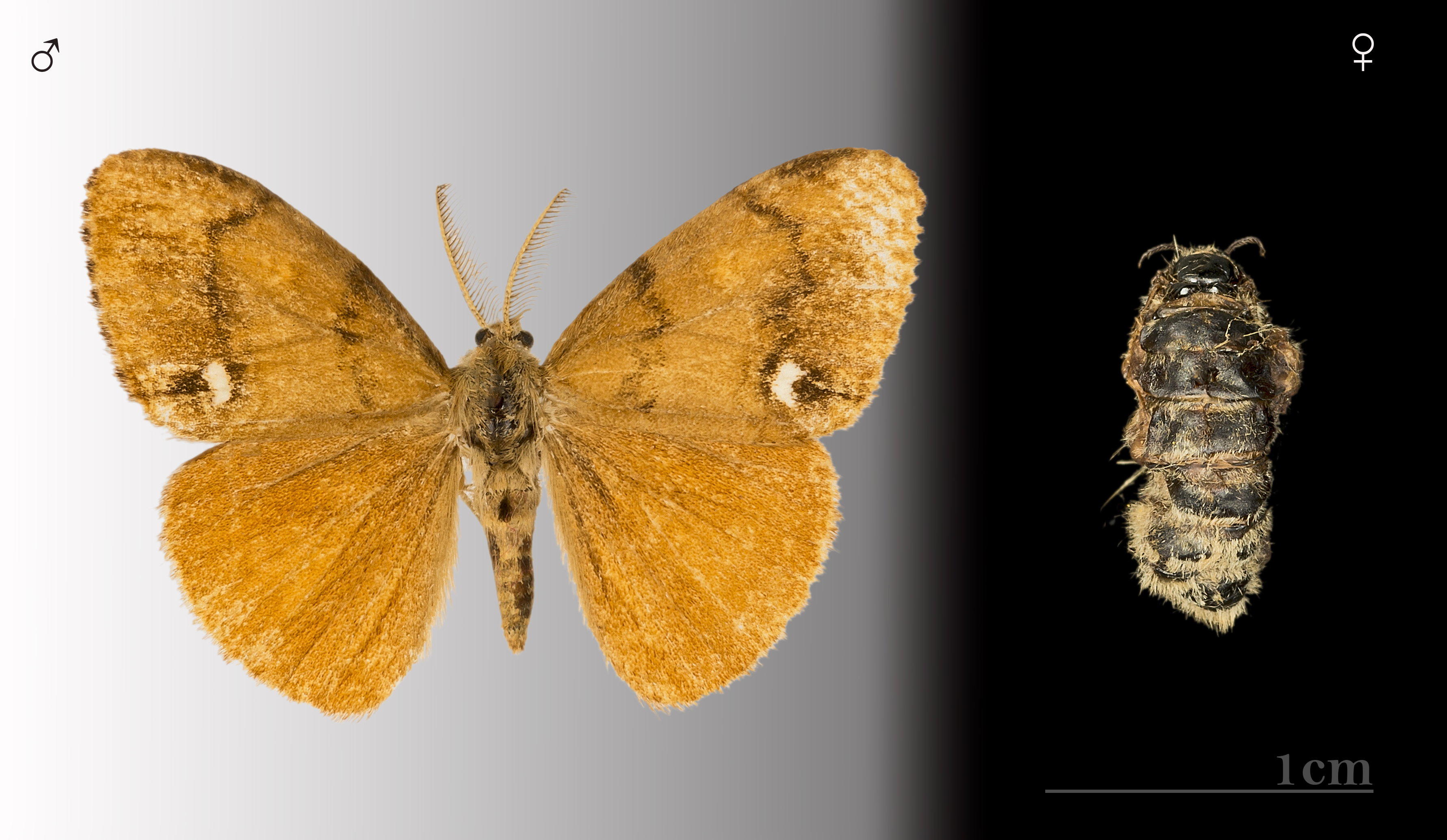
Orgyia antiqua - mâle et femelle Muséum de Toulouse
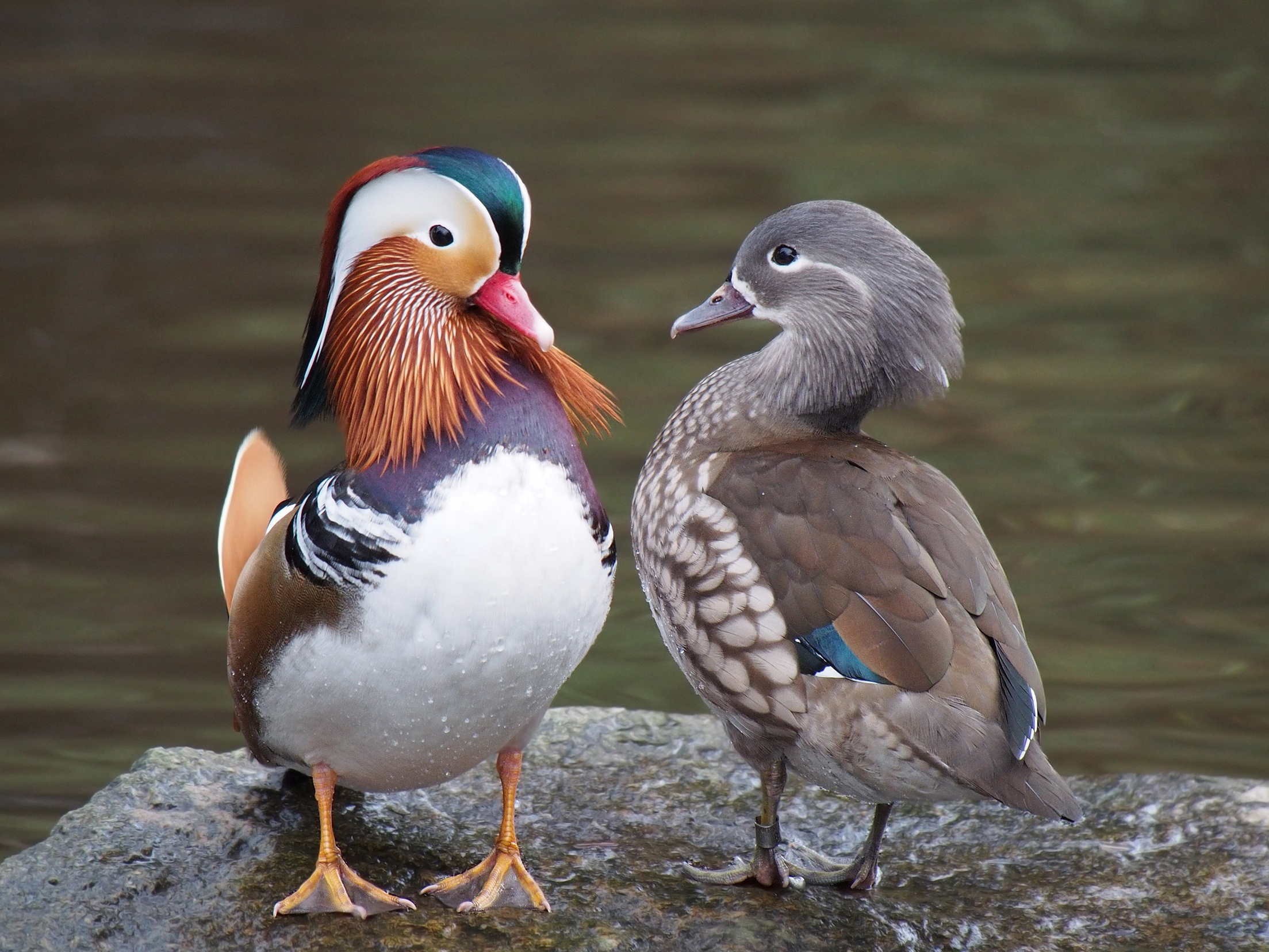
Canard mandarin - mâle, et femelle
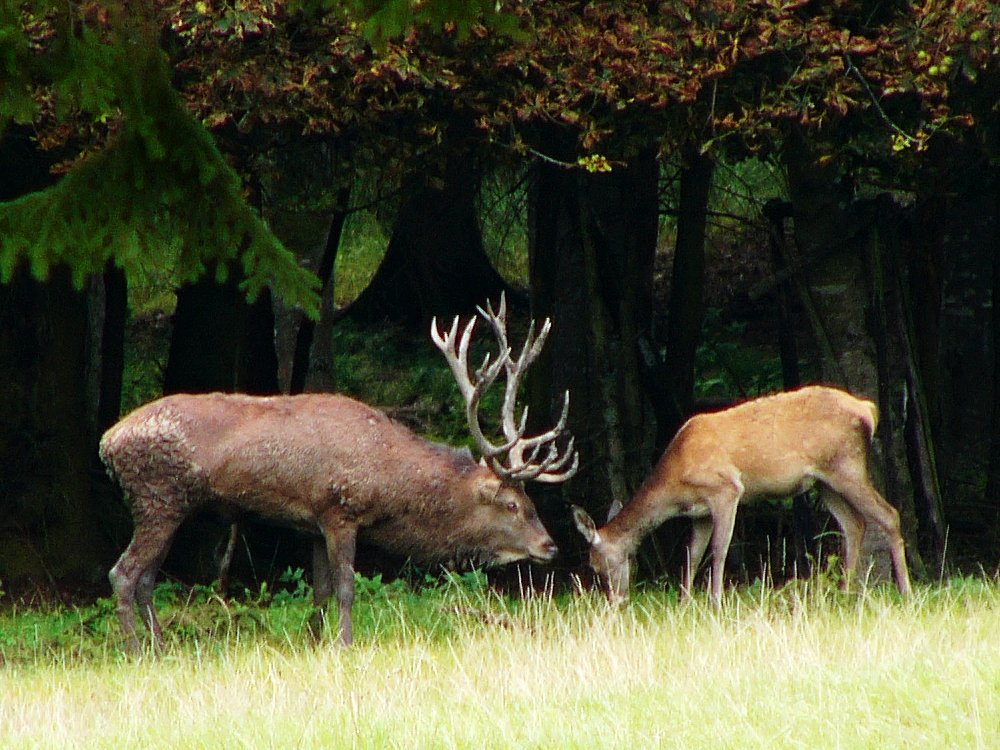
Cerf élaphe - mâle et femelle adultes.
Homo sapiens - femelle et mâle
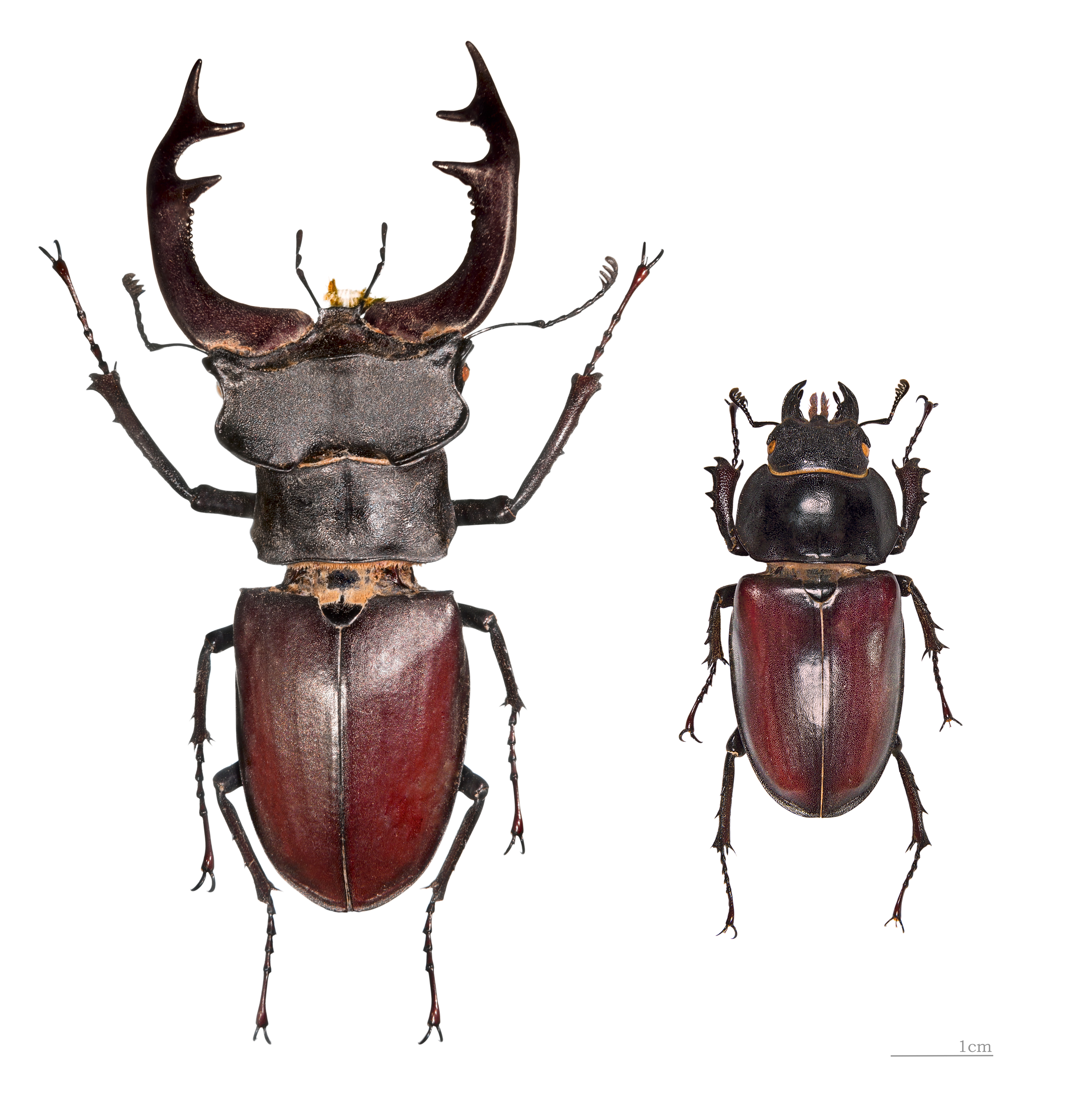
Lucanus cervus - mâle et femelle

Chez de nombreux animaux et certaines plantes, les individus de sexe mâle et femelle diffèrent en taille et en apparence, un phénomène appelé dimorphisme sexuel. Le dimorphisme sexuel chez les animaux est souvent associé à la sélection sexuelle – la compétition d'accouplement entre les individus d'un sexe vis-à-vis du sexe opposé. Dans de nombreux cas, le mâle d’une espèce est plus gros que la femelle. Les espèces de mammifères présentant un dimorphisme sexuel extrême ont tendance à avoir des systèmes d'accouplement très polygames, probablement en raison de la sélection pour réussir en compétition avec d'autres mâles, comme les éléphants de mer. D'autres exemples démontrent que c'est la préférence des femelles qui détermine le dimorphisme sexuel, comme dans le cas de la mouche aux yeux pédonculés.
Les femelles constituent le sexe le plus important chez la majorité des animaux. Par exemple, les femelles veuves noires sont généralement deux fois plus longues que les mâles. Cette disparité de taille peut être associée au coût de production des ovules, qui nécessite plus de nutrition que la production de spermatozoïdes : les femelles plus grosses sont capables de produire plus d'ovules,.
Le dimorphisme sexuel peut être extrême, avec des mâles, comme certaines baudroies, vivant en parasite sur la femelle. Certaines espèces végétales présentent également un dimorphisme dans lequel les femelles sont nettement plus grandes que les mâles, comme dans le genre de mousse Dicranum et le genre d'hépatique Sphaerocarpos. Il existe des preuves que, dans ces genres, le dimorphisme peut être lié à un chromosome sexuel, ou à la signalisation chimique des femelles.
Chez les oiseaux, les mâles ont souvent une apparence plus colorée et peuvent avoir des caractéristiques (comme la longue queue des paons mâles) qui semblent les désavantager (par exemple, des couleurs vives semblent rendre un oiseau plus visible aux prédateurs). Une explication proposée pour cela est le principe du handicap. Cette hypothèse soutient qu'en démontrant qu'il peut survivre avec de tels handicaps, le mâle fait la promotion de son aptitude génétique auprès des femelles – traits qui profiteront également aux filles, qui ne seront pas encombrées de tels handicaps.

### Caractéristiques sexuelles
Les caractéristiques sexuelles sont des traits physiques d'un organisme (généralement d'un organisme sexuellement dimorphe) qui sont révélateurs ou résultants de facteurs sexuels biologiques. Celles-ci incluent à la fois les caractéristiques sexuelles primaires, telles que les gonades, et les caractéristiques sexuelles secondaires.

### Différences de comportement entre les sexes
Les sexes des espèces gonochoriques diffèrent généralement par leur comportement. Dans la plupart des espèces animales, les femelles investissent davantage dans les soins parentaux, bien que chez certaines espèces, comme certains coucals, les mâles investissent davantage dans les soins parentaux. Les femelles ont également tendance à être plus exigeantes quant aux mâles avec lesquelles elles s'accouplent, comme la plupart des espèces d'oiseaux. Les mâles ont tendance à être plus compétitifs que les femelles pour l'accouplement.